# Eleccions legislatives austríaques de 1962
Les eleccions legislatives del 1962 a Àustria, al Consell Nacional van ser el 18 de novembre de 1962. Els populars foren la força més votada i Alfons Gorbach fou nomenat canceller.

## Resultats
Resum dels resultats electorals de 18 de novembre de 1962 al Consell Nacional d'Àustria
| Partits                    | Partits                                                                             | Vots      | +/- | %     | +/-   | Escons | +/- |
| -------------------------- | ----------------------------------------------------------------------------------- | --------- | --- | ----- | ----- | ------ | --- |
|                            | Partit Popular d'Àustria (Österreichische Volkspartei)                              | 2.024.501 |     | 45,4  | +2,1  | 81     | +2  |
|                            | Partit Socialdemòcrata d'Àustria (Sozialdemokratische Partei Österreichs)           | 1.960.685 |     | 44,0  | -0,8  | 76     | -2  |
|                            | Partit Liberal d'Àustria (Freiheitliche Partei Österreichs)                         | 313.895   |     | 7,0   | -0,7  | 8      | =   |
|                            | Comunistes i Socialistes d'Esquerra (Kommunisten und Linkssozialisten )             | 135.520   |     | 3,04  | -0,23 | —      | ±0  |
|                            | Partit Federalista Europeu d'Àustria Europäische Föderalistische Partei Österreichs | 21.530    |     | 0,5   | -     | -      | -   |
|                            | Total (participació 92,73%)                                                         | 4.456.002 |     | 100.0 |       | 165    |     |
| Font: Siemens Austria, BMI |                                                                                     |           |     |       |       |        |     |